# Asuki Oishi
Asuki Oishi (大石 明日希 Oishi Asuki?), född 14 december 1991 i Shizuoka prefektur, är en japansk fotbollsspelare.
Oishi började sin karriär 2013 i Zweigen Kanazawa. Han spelade 27 ligamatcher för klubben. Han avslutade karriären 2015.